# Aleksandra Ivošev
Aleksandra Ivošev (n. 17 martie 1974, Novi Sad, RS Serbia, RSF Iugoslavia) este o trăgătoare de tir ce a reprezentat Republica Federală Iugoslavia, medaliată olimpică. A participat la 3 ediții ale Jocurilor Olimpice (1992, 1996, 2000) în care a câștigat o medalie de aur și o medalie de bronz.